# Iōannīs Damianos
Iōannīs Damianos (in greco Ιωάννης Δαμιανός?; 31 gennaio 1861 – 12 giugno 1920) è stato un ammiraglio e politico greco.

## Biografia
Nacque il 31 gennaio 1861 secondo il calendario giuliano, probabilmente ad Atene o Idra. Ebbe almeno un fratello maggiore, Kōnstantinos, mentre il suo nonno omonimo fu membro dell'Assemblea costituente greca nonché Ministro della giustizia nel governo di Antōnios Kriezīs.
Arruolatosi nella marina reale militare, si formò presso la Scuola dei cadetti navali del Pireo. Ministro della marina tra il 1909 e il 1910 nel governo di Kyriakoulis Mavromichalis, fu poi comandante della Direzione dell'istruzione navale nel 1910 col grado di capitano, divenendo poi primo comandante dell'incrociatore corazzato Georgios Averof, varato dal cantiere navale fratelli Orlando di Livorno, nel 1911 mentre durante le due guerre balcaniche fu a capo degli squadroni Amvrakikou e Eudromōn.
Promosso al grado di retroammiraglio per elezione nel 1914, fu comandante della marina militare tra il 1913 e il 1914, per poi tornare a ricoprire il ruolo di Ministro della marina nei governi di Alexandros Zaimīs, Nikolaos Kalogeropoulos e Spyridōn Lampros. Con l'ascesa al potere di Eleutherios Venizelos nel 1917, fu congedato, accusato di alto tradimento e confinato sull'isola di Creta.
Morì il 12 giugno 1920 del calendario giuliano.